# Organisation régionale de la protection des végétaux
Les organisations régionales de la protection des végétaux (ORPV) sont des organisations intergouvernementales chargées de la coopération dans le domaine de la protection des plantes. Elles s'inscrivent dans le cadre de la convention internationale pour la protection des végétaux.
Il existe dans le monde dix ORPV qui sont les suivantes :
- la Commission phytosanitaire pour l'Asie et le Pacifique (APPPC)
- la Communauté andine (CA, Comunidad Andina)
- le Comité de protection des plantes du Cône Sud (COSAVE, Comité Regional de Sanidad Vegetal para el Cono Sur)
- la Commission de la protection des plantes dans la zone des Caraïbes (CPPC)
- l’Organisation européenne et méditerranéenne pour la protection des plantes (OEPP)
- le Conseil phytosanitaire interafricain (CPI)
- l’Organisation nord-américaine pour la protection des plantes (NAPPO)
- l’Organisme international régional contre les maladies des plantes et des animaux (OIRSA, Organismo Internacional Regional de Sanidad Agropecuaria) (Amérique centrale)
- l’Organisation phytosanitaire pour le Pacifique (PPPO)
- l'Organisation pour la protection des végétaux au Proche-Orient (NEPPO)